# Germinal (film 1993)
Germinal è un film del 1993, diretto da Claude Berri e tratto dall'omonimo romanzo di Émile Zola. 
È ambientato nel nord della Francia, nella zona vicino a Lilla, intorno al 1860-65, nel momento dei grandi scioperi dei minatori nelle miniere di carbone.

## Trama
Nella seconda metà del XIX secolo, Étienne Lantier, operaio disoccupato, arriva nella regione mineraria del nord della Francia e trova impiego nella miniera «Le Voreux» dopo la morte di una lavoratrice, Fleurance. Inserito in una squadra guidata da Toussaint Maheu, stringe legami con la sua famiglia:  Maheude, il patriarca Vincent Maheu detto Bonnemort, e i figli, tra cui Zacharie, Catherine e Jeanlin, già impegnati nel duro lavoro minerario.
La miniera è diretta da Philippe Hennebeau, mentre Paul Négrel, suo nipote, è l'ingegnere principale. Gli interessi economici sono rappresentati da azionisti lontani, mentre la miniera vicina, «Jean Bart», è gestita da Victor Deneulin. Intorno a loro si muovono anche la famiglia Grégoire, con Madame Grégoire e Léon Grégoire, intenti a pianificare il matrimonio della figlia Cécile con Négrel, sotto l'influenza di Madame Hennebeau. 
Alloggiato nella locanda di Rasseneur, Étienne si immerge rapidamente nel fermento politico e sociale della comunità mineraria, divisa tra le posizioni socialiste di Rasseneur e le teorie anarchiche di Souvarine. Mentre la miseria cresce e le famiglie, già pesantemente indebitate con l'usuraio Maigrat,  faticano a sopravvivere, Étienne propone la creazione di una cassa di previdenza per sostenere una possibile protesta. Nel frattempo, la vita familiare continua tra matrimoni, incidenti e nuovi amori: Étienne si innamora di Catherine, ma la giovane è promessa a Chaval, un altro minatore. Quando la direzione impone nuove condizioni di lavoro che riducono ulteriormente i salari, i minatori tentano inutilmente di dialogare con Hennebeau e decidono di scioperare. La tensione esplode tra scioperi, tradimenti e scontri violenti. Chaval, passato dalla parte dei padroni, tradisce i compagni; Étienne, indignato, guida i lavoratori in una drammatica protesta contro le strutture minerarie e i negozianti che li sfruttano. Dopo una sanguinosa repressione da parte dell'esercito, la situazione precipita: la morte e la disperazione colpiscono duramente la comunità. Nel sottosuolo della miniera, la disperata lotta per la sopravvivenza si intreccia ai sentimenti e ai conflitti personali. Étienne, Catherine e Chaval rimangono intrappolati, mentre all’esterno si organizzano i soccorsi, tra nuovi lutti e atti estremi di disperazione. Ma il destino dei protagonisti rimane sospeso tra rovina e speranza, segnato dalla forza di una classe oppressa che, pur piegata, non si arrende del tutto.

## Riconoscimenti
- Premi César 1994
  - Miglior fotografia
  - Migliori costumi